# Arquà Polesine
Arquà Polesine är en ort och kommun i provinsen Rovigo i regionen Veneto i Italien. Kommunen hade 2 654 invånare (2018).